# 김나나 (레이싱 모델)
김나나(1983년 11월 21일 ~ )는 대한민국의 레이싱 모델이다.

## 모델 경력

### 에이빙모델
- 2010년 부산 국제 모터쇼 AD모터스 모델
- 2010년 서울오토살롱 모델
- 2010년 부산오토살롱 모델
- 2011년 서울 모터쇼 폭스바겐 모델
- 2011년 KF-1 라운드걸
- 2011년 MFC M-1 라운드걸
- 2011년 지스타 넥슨 모델

### 레이싱모델
- 2009년 Kixx PAO 팀 전속모델
- 2010년 한국타이어 스폰서쉽 전속모델
- 2010년 코리아 GT 그랑프리 챔피언십 모델
- 2010년 CJ 헬로넷 슈퍼레이스 모델
- 2010년 CJ 티빙닷컴 슈퍼레이스 챔피언십 모델

### 라운드 걸
- Road FC 001: The Resurrection of Champions

## 기타 경력
- 2011년 중앙보훈병원 홍보대사

- 2011년 한국대학생포럼 멘토 2호
- 2014년 제14회 한국모델협회 이사

## 수상 경력
- 2011년 지스타 최고의 스타 부스걸 - 1위
- 2011년 제12회 대한민국문화연예대상 - 레이싱 모델부문 대상